# 104
Het jaar 104 is het 4e jaar in de 2e eeuw volgens de christelijke jaartelling.

## Gebeurtenissen

### Europa
- Keizer Trajanus verleent Ulpia Noviomagus Batavorum (huidige Nijmegen) marktrechten. De Romeinse stad krijgt een stratenpatroon, werkplaatsen en openbare gebouwen. Aan de Waalkade bij het Valkhof wordt een handelsnederzetting gevestigd. Het 10e legioen wordt vervangen door een kleiner legioen, de vestiging te Cuyk wordt opgeheven.